# Patricio Martínez García
Patricio Martínez García est un homme politique mexicain, est le gouverneur de l'État du Chihuahua,.